# Akceptace platebních karet
Akceptace platebních karet je bankovní služba nazývaná jinak také acquiring. Akceptaci Vám může nabídnout i nebankovní subjekt, který však má k této činnosti příslušné povolení/licence. Po jejím zřízení, zúčtovací banka zajišťuje obchodníkovi možnost přijímat platební karty k úhradě plateb za zboží či služby na platebním terminálu/imprinteru. Za tuto službu si banky účtují smluvní provizi (disážio) z každé uskutečněné platby. Placení platební karty je alternativou placení hotovými penězi (především bankovek, mincí).

## Akceptace platebních karet v Evropě
Ve střední a východní Evropě je tento způsob platby relativně mladým vynálezem a ještě tedy zdaleka nemá takovou tradici jako v západoevropských zemích či Spojených státech amerických. Přesto se v posledních letech v České republice objem transakcí prošlých platebními terminály a množství platebních karet v oběhu zněkolikanásobil a získal tak na významu. Na každého občana ČR připadá v současnosti 0,62 karty[zdroj⁠?!], to odpovídá průměru v rámci zemí střední a východní Evropy. Nejmenší podíl má Bělorusko, kde připadá 0,02 platební karty na obyvatele a naopak nejvyšší je v Chorvatsku a Slovinsku[zdroj⁠?!].

## Produkty
Kde se dá karta použít?
Bezhotovostní styk vedený přes platební kartu a terminál v zásadě propojuje 3 strany: Banku, jako poskytovatele/pronajímatele terminálu, obchodníka, využívajícího terminálu k přijetí bezhotovostní platby za zboží či služby, a zákazníka, jenž se při platbě kartou vyhne použití fyzických peněz. Platební karty jsou dnes již akceptovány nejen na obchodních, ale i neobchodních místech (např. při placení pokut). Zmínit můžeme např. obchodní řetězce, obchody, policejní stanice, nemocnice, cestovní kanceláře, čerpací stanice, přepravu a dopravu, stravovací služby (restaurace apod.) a další. Vzhledem k tomu, že společnosti mají pronajaté platební terminály od různých bank, existuje tzv.  Multirateral Interchange Fee, což je poplatek, jenž je při platbě připočten k částce prováděné transakce, pokud byla karta vydána jinou bankovní společností, než která poskytla obchodníkovi platební terminál.

### Typy transakcí
1. Standardní platba (za přítomnosti platební karty a jejího držitele)
2. Standardní platba spojená s výběrem hotovosti - CashBack (za přítomnosti platební karty a jejího držitele, při platbě nad určitou finanční úroveň lze obdržet také hotovost od obchodníka)
3. Nestandardní platba (platba bez přítomnosti karty a jejího držitele)
  - Internetová platba – platba kartou přes internet musí být povolena majitelem účtu. Příslušnou platební bránu nabízejí banky a fintech společnosti eShopům jako službu
  - MO/TO – Mail/Telephone Order - platby  probíhající na dálku po telefonu nebo emailem, kde stačí předat pouze údaje o kartě. Je nutné je mít povoleny v nastavení platební karty. Používají se např. při rezervaci hotelu.
  - Recurring transactions – Inkaso plateb z platebních karet
  - Batch Autorization Modul – hromadné zpracovávání MO/TO transakcí

### Typy platebních terminálů

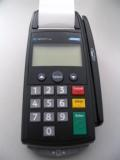
Platební terminál

Platební terminály jsou zařízení zprostředkovávající platbu přes platební kartu. Existují tři základní typy:
Stacionární terminál je propojen telefonní linkou nebo sítí s autorizačním centrem, kde probíhá ověření proběhlých transakcí. Při provedení transakce vyšle terminál signál automaticky do autorizačního centra (př. Dial-up terminál).
Mobilní terminál je na rozdíl od stacionárního přenosný díky použití technologií GSM/GPRS nebo Bluetooth, může se s ním tedy v rámci jednoho obchodního místa libovolně manipulovat, např. v restauracích může být donesen až klientovi ke stolu.
Samoobslužný terminál používá přímo majitel karty bez zprostředkování druhou osobou. Jsou hojně využívány u čerpacích stanic, při placení mýtného nebo parkovacích poplatků, dnes už i u prodejních automatů. Tyto druhy terminálů mají zkratku CAT (Cardholder Activated Terminal).
Všechny tři typy terminálů mohou být uzpůsobeny ke čtení karet buďto čipových, s magnetickým proužkem nebo obou druhů zároveň.
Z důvodu bezpečnosti byl vyvinut systém šifrování s názvem 3DES a od roku 2005 je používán i systém RSA. Dnešní terminály mají oproti svým předchůdcům navíc funkci fee-multitasking, která jim umožňuje provádět více druhů operací současně.

### Výpisy
Banky poskytují klientům možnost obdržet jeden ze dvou základních typů výpisů, a sice tištěný nebo elektronický. Klient si může zvolit, jak často si chce nechat výpisy zasílat (na denní, týdenní nebo měsíční bázi). Výpis obsahuje datum zpracování, datum transakce, číslo karty, částku transakce, poplatek (provizi), konečnou částku, kterou klient obdrží.

## Současné trendy
V posledních dvou desetiletích platební karty expandovaly prakticky do celého světa, nebyly už tedy jen výdobytkem Spojených států, Japonska a Západní Evropy. Nejzávratnější rychlostí a v největší míře probíhalo vydávání karet např. v postsovětských státech, především však v Číně. Kreditní karty Číně výrazně pomohly při reformě hospodářství a finančního sektoru. Prezident Jiang Zemin spustil v roce 1993 program Golden Card Project, když odsouhlasil vydání 4 milionů platebních karet. Do roku 2006 jich bylo vypuštěno 850 milionů. Na růstu významu platebních karet má velký podíl také vznik společnosti China UnionPay (CUP) a její následné spojení s japonským Japan Credit Bureau (JCB). Čína současný trend jen podporuje. Jedním z důvodů je zcela jistě pořádání olympijských her v Pekingu v roce 2008 sponzorovaných společností VISA.
Velké možnosti se naskýtaly po pádu železné opony ve Střední a Východní Evropě. Na začátku 90. let bylo Středoevropany používáno jen několik tisíců karet, o 15 let později jich již kolovalo přes 112 milionů. Přibližně tak na každého třetího obyvatele Střední a Východní Evropy připadá 1 platební karta. Za potenciálně největší karetní trh je přitom považována Ukrajina.
Charakteristickým jevem dnešní doby jsou i výrazná digitalizace a technizace, jež se nevyhnuly ani světu bankovnictví a platebních karet. Platby lze již provádět na dálku pomocí telefonu, emailu, faxu, internetu a v budoucnu snad v širší míře i mobilu. Vyvíjejí se nové ochranné prvky karet, např. hologram s určitým motivem (nejčastěji s letící holubicí) na přední nebo zadní straně karty. Tento element zavedla nejprve v roce 1983 MasterCard a o rok později i VISA. Díky moderní technice se podařilo vytvořit jen velmi těžko padělatelné platební karty, a tak není divu, že zatímco padělatelství ze scény zneužití platebních karet ustupuje (ročně asi jen 6% podvodů), s nástupem systému, který ve většině případů po uživateli karty při placení nevyžaduje téměř žádné doklady, bezpečnostní kódy, či sotva kontroluje podpisy, výrazně roste podíl zneužití karet po odcizení (celkem asi 60% podvodů ročně).
S příchodem nového tisíciletí nastaly i změny ve velkých společnostech. VISA změnila po 28 letech své logo – nejviditelnější úpravou bylo odebrání horního žlutého pruhu. Současně byl hologram přesunut na zadní stranu platební karty a integrován do celé délky magnetického proužku. Upustilo se částečně i od tradičního tvaru karty, tedy obdélníkového, např. společnost Virgin Money se stala v roce 2004 jedním z prvních uživatelů MasterCard s designem mc2 Card se zaobleným pravým dolním rohem. Karty se tak stávají prostorem pro užité umění, jenž podkresluje identitu klienta.

## Budoucnost karet
Většina klientů ve vyspělých zemích dává v dnešní době stále více přednost platbě kartou. Bankovní platební karty tvoří zhruba 90% trhu. Ve světě bylo celkem vydáno 3 miliardy karet. Provádění transakcí a plateb je dnes již běžnou záležitostí, nedávno vstoupili na bankovní trh i výrobci mobilních telefonů, když zavedli mobily s funkcí bankovní platby. Jestliže na začátku bankovky pomalu vytlačovaly mince, nyní by se mohlo stát, že bankovky budou vytlačeny platebními kartami.
Internet a mobilní komunikace umožnily používat platební karty i bez přítomnosti klienta v reálném obchodě. Již v 70. letech se začaly používat tzv. telefonní a poštovní objednávky hrazené pomocí kreditních karet (Mail Order/MO a Telephone Order/TO). Se vznikem internetu se platby MO/TO staly ještě oblíbenějšími. Bylo však třeba vyřešit jeden problém – a sice zasílání čísel karet, které bylo po veřejné síti internetu nebezpečné. Číslo mohlo být zachyceno a zneužito k dalším platbám. Další způsob placení bylo placení pomocí bezkontaktních čipových karet tzv. transpoderů. V roce 2002 došlo k rozšíření termínů e-commerce a m-commerce o pojem u-commerce (Universal Commerce), který měl klást důraz na univerzálnost bezhotovostního placení bez přítomnosti „klasické karty“. Pro bezpečnost placení na internetu bylo vymyšleno několik bezpečných metod. První byla metoda protokolu SSL (Secure Sockets Layer) – data posílané po internetu se bezpečně zašifrovala, ale neověřovaly se totožnosti obchodníka ani zákazníka. Další metodou byl protokol SET (Secure Electronic Transaction). To však bylo nákladné a mezi veřejnost se tento systém nerozšířil. Mezi dočasné projekty patřily i projekty tzv. pseudočísla a virtuální karty. Pseudočíslo bylo číslo platební karty trvale nebo jednorázově vygenerované bankou. Při placení klient nesděloval číslo své karty, ale bankovní systém mu vygeneroval číslo karty a autorizační kód pro danou platbu. Virtuální karta je speciální karta pro platby na internetu. Může mít i svůj vlastní výpis, lze na ní posílat i odvádět z ní peníze. V roce 2001 byly v Americe poprvé zavedeny projekty Verified by VISA a MasterCard SecureCode. Bezpečnost spočívá v okně, které naběhne ve chvíli, kdy klient při platbě zadá číslo své platební karty. Tato obrazovka je zprostředkovaná bankou, tedy bezpečná. Komunikace o transakci probíhá úplně mimo obchodníka, ten pouze obdrží informace, zda platba proběhla nebo ne. Klient na stránkách zadává osobní tajné heslo, o které si může zažádat přímo s kartou nebo si ho zpětně registruje na bankovních internetových stránkách.
GSM telefony se staly nejrozšířenějším komunikačním prostředkem na světě. Koncem 90. let byla vynalezena nová řada telefonů 3G, která poprvé nabízela „služby nové generace“. Mobilní operátoři kupovali licence, finančně se tím vyčerpali, a poptávka po těchto službách byla oproti očekávání malá. Jedním z důvodů mohla být finanční nedostupnost pro běžné zákazníky. Do roku 2010 však mobilní operátoři očekávají stejný příjem z těchto služeb jako z hlasových. V roce 2005 uvedla Nokia na trh telefon s bezkontaktní technologií Near Field Communications (NFC), kterou ve spolupráci vynalezly společnosti Sony a Philips. Pod pojmem „proximity payment“ se rozumí placení pomocí přiblížení bezkontaktní karty do blízkosti platebního zařízení – tzv. point of interaction. Tato služba by měla sloužit k placení parkovného, jízdného v dopravních prostředcích MHD a mýtného na dálnicích. Tyto karty nejsou novinkou, byly zavedeny např. čerpacími stanicemi ve Spojených státech a Izraeli již v polovině 90. let.
Jinak nazvaný projekt Simple Way to Pay zavedla společnost MasterCard International v roce 2002. MasterCard používá technologii PayPass, kdy během přiblížení karty k bezkontaktnímu snímači dojde k bleskové výměně potřebných informací mezi kartou a snímačem (terminálem). Tento způsob je vhodný tam, kde je důležitá rychlost placení. Tato technologie byla poprvé rozšířena v síti restaurací McDonalds v Dallasu. Další projekty PayPass pak následovaly rychle za sebou. V roce 2004 zavedla banka Bank of the Philippines Islands kombinaci čipové karty OneSmart MasterCard s kontaktním i bezkontaktním čipem. V roce 2005 zavedl sportovní klub Seattle Seahawks čipové karty k bezkontaktnímu placení na zápasech a načítání věrnostních bodů.
Koncem 90. let byla vyvinuta další aplikace: P2P (Person to Person). Vyvinulo ji několik bank a nebankovních společností (PayPal, FastPay) a sloužila pro finanční převody mezi dvěma osobami. V roce 2002 byl bankou Bank of America zaveden nový typ karty, tzv. minikarta, která měla poloviční velikost než normální karty a dala se připevnit zároveň jako klíčenka. Tato karta byla určená pouze k platbám, ne k výběrům z bankomatům.